# 第76回ニューヨーク映画批評家協会賞
76th NYFCC Awards

2010年12月13日
作品賞: 

ソーシャル・ネットワーク
第76回ニューヨーク映画批評家協会賞は、2010年の映画に贈られる賞であり、2010年12月13日に発表された。

## 受賞
- 主演男優賞:
  - コリン・ファース - 『英国王のスピーチ』

- 主演女優賞:
  - アネット・ベニング - 『キッズ・オールライト』

- アニメ映画賞:
  - 『イリュージョニスト』

- 撮影賞:
  - マシュー・リバティーク - 『ブラック・スワン』

- 監督賞:
  - デヴィッド・フィンチャー - 『ソーシャル・ネットワーク』

- ドキュメンタリー映画賞:
  - 『インサイド・ジョブ 世界不況の知られざる真実』

- 作品賞:
  - 『ソーシャル・ネットワーク』

- 第一回作品賞:
  - 『アニマル・キングダム』

- 外国語映画賞:
  - 『コードネーム: カルロス 戦慄のテロリスト』（ フランス/ ドイツ）

- 脚本賞:
  - リサ・チョロデンコ、スチュアート・ブルムバーグ - 『キッズ・オールライト』

- 助演男優賞:
  - マーク・ラファロ - 『キッズ・オールライト』

- 助演女優賞:
  - メリッサ・レオ - 『ザ・ファイター』